# Nedim Imaç
Nedim Imaç (Den Haag, 1966 – Amsterdam, 17 februari 2007) was een Turks-Nederlandse ondernemer en sportbestuurder. Hij was oud-voetbalvoorzitter van de Amsterdamse amateurclub Türkiyemspor en een prominent gezicht van de Turkse gemeenschap in Nederland.

## Levensloop
Imaç was een succesvolle textielondernemer en werd in 1990 voorzitter van de net opgerichte amateurclub Türkiyemspor. Türkiyemspor bereikte onder zijn leiding de hoogste klasse van het amateurvoetbal en werd in 2003 en 2006 Nederlands kampioen bij de zondagamateurs.
Volgens dagblad De Telegraaf zat Imaç in de heroïnehandel. Hij zou een van de belangrijke kopstukken zijn van de Turkse heroïnemaffia in Nederland. De club zou zijn gesponsord met heroïnegelden. Ook werd Imaç verdacht van belastingfraude. De fiscus eist een bedrag van 1,3 miljoen euro van de club Türkiyemspor.
Nedim Imaç werd op 17 februari 2007 op 40-jarige leeftijd vanuit een rijdend busje in de Jan Rebelstraat in Osdorp geliquideerd. Hij overleed ter plaatse aan zijn verwondingen. Volgens de politie ging het hier om een afrekening in het criminele circuit.